# Рафаель Кальдера
Рафаель Антоніо Кальдера Родрігес (ісп. Rafael Antonio Caldera Rodríguez; 24 січня 1916 — 24 грудня 2009) — президент Венесуели з 1969 до 1974 та з 1994 до 1999 року.

## Біографія

### Ранні роки, початок політичної кар'єри
Народився в родині представників середнього класу. 1931 року закінчив Центральний університет Венесуели, 1938 — докторантуру в галузі права та політичних наук. Пізніше працював професором соціології та права у кількох університетах, включаючи й Alma Mater.
Вже у 20-річному віці він заснував студентський рух UNE, який брав участь у боротьбі проти диктатури тогочасного глави держави Елеасара Лопеса Контрераса.
1941 року був обраний до Палати депутатів Венесуели.
1943 року він тимчасово перервав свою політичну кар'єру та став завідувачем кафедри права в університеті Каракаса. Однак, 1946 року він повернувся до політики як член конституційної комісії, яка розробляла новий основний закон країни. Він вніс до його тексту положення, які захищали права трудящих і підвищували суспільний статус людського життя. Прийнята 1947 року Конституція вважалась найпрогресивнішою з чинних на той період у Латинській Америці.
1947 року вперше балотувався на пост президента, але програв вибори. Того ж року заснував Соціал-християнську партію та знову був обраний до Палати депутатів.
1948 після приходу до влади в країні військової хунти Кальдеру кілька разів заарештовували й кілька місяців він провів в ув'язненні.
Після падіння диктатури Маркоса Переса Хіменеса, 1958 року, двічі невдало балотувався на виборах 1958 та 1963 років.

### Перший термін на посту президента
1969 року був обраний президентом Венесуели, хоча Соціал-християнська партія, яку він очолював, не мала більшості в парламенті. Тим не менше, йому вдалось сформувати стабільний уряд. Нове керівництво країни отримало у спадщину активний антиурядовий партизанський рух, заборону на діяльність низки провідних політичних партій, багато лідерів яких перебували у в'язниці. Перебуваючи на посту глави держави, він оголосив амністію для учасників партизанського руху, провів демократичні політичні реформи, а також відмовився додержуватись доктрини Бетанкура, що закликала латиноамериканські держави не підтримувати дипломатичні відносини з урядами, що прийшли до влади недемократичним шляхом, маючи на увазі, в тому числі Кубу. Таким чином, він установив дипломатичні відносини з Аргентиною, Кубою, Панамою та Радянським Союзом. 1970 року він зняв заборону на діяльність Комуністичної партії.
В економічній сфері було проведено низку реформ у ключовій — нафтогазовій галузі країни. Однак, незважаючи на зазначені досягнення, вибори 1973 року він програв, що було пов'язано з явним невдоволенням власників нафтогазових підприємств рішенням Кальдери підвищити податок на їхній бізнес.

### Між президентствами
Майже 20 років після цього він брав активну участь у політичному життя Венесуели, тим не менше не займаючи високих державних посад. 1983 року він зазнав поразки на президентських виборах, а 1987 навіть був висунутий кандидатом від власної партії.
Однак ситуація змінилась, коли неоліберальна політика президента Карлоса Андреса Переса призвела до дестабілізації суспільно-політичної ситуації в країні — народного повстання в Каракасі у лютому 1989 року, кількох спроб державного перевороту 1992 й 1993 років. 1993 повноваження президента Переса було припинено через підозри в корупції.
1993 року Кальдера вийшов із Соціал-християнської партії та створив Національну конвергенцію, лівоцентристський союз партій, що включав і Комуністичну. Наступного року як кандидат від цього союзу він переміг на президентських виборах.

### Другий термін
За рахунок втручання держави до економіки йому вдалось стабілізувати соціально-економічне положення, яке різко погіршилось внаслідок гострої фінансової кризи. Він проголосив Венесуельський порядок денний (Venezuela Agenda), програму спрямовану на відновлення макроекономічної стабільності та зниження інфляції. Однак, у той же період збанкрутіли загалом понад 70 000 малих і середніх підприємств, значно зросла кількість бідних. Потребуючи допомоги Міжнародного валютного фонду, Кальдера всупереч своїм лівим політичним переконанням пішов на реалізацію низки неоліберальних заходів в економіці, включаючи приватизацію держмайна та девальвацію болівара. Ці рішення отримали схвалення МВФ, але спричинили різкі протести з боку населення. Ситуація поглиблювалась світовою нафтовою кризою.
Також він оголосив амністію для військовиків, які брали участь у спробах державного перевороту 1992 та 1993 років, в тому числі й для свого наступника на президентському посту Уго Чавеса.
Кальдера відмовився від участі у президентських виборах 1998 року через похилий вік.

## Нагороди
- Кавалер золотого ланцюга ордена Пія IX (Ватикан, 4 травня 1995)[6]

## Літературні праці
- Rasgos Biográficos del prócer José Gabriel Álvarez de Lugo (1932)
- Andrés Bello (1935)
- Derecho del Trabajo (1939)
- Idea de una sociología venezolana (1953)
- Aspectos sociológicos de la cultura en Venezuela (1957)
- El Bloque Latinoamericano (1961)
- Moldes para la Fragua (1962)
- El lenguaje como vinculo social y la integración latinoamericana (1967)
- Especificidad de la Democracia Cristiana (1972)
- La Casa de Bello (1973)
- Temas de Sociología Venezolana (1973)
- Cinco años de cambio (1974)
- La Nacionalización del Petróleo (1975)
- Reflexiones de la Rábida (1976)
- Caracas, Londres, Santiago de Chile: las tres etapas de la vida de Bello (1981)
- Parlamento Mundial: una voz latinoamericana (1984)
- Bolívar Siempre (1987)
- El pensamiento jurídico y social de Andrés Bello (1987)
- Los causahabientes, de Carabobo a Puntofijo (1999)